# 사사키 유코
사사키 유코(佐々木ゆう子, ささき ゆうこ, 1976년 9월 21일 ~ )는 미야기현 센다이시 출신의 일본 가수이다. 아사얀(ASAYAN) 보컬리스트 오디션 출신이다. 데뷔 초에는 대기업 예능사무소 어뮤즈(アミューズ, Amuse Inc.) 소속이었다.
데뷔 초 파이오니어 LDC 소속이었으나 Plum Planets 듀오를 결성한 다음 드림뮤직(DREAMUSIC Inc.)으로 이적했다.
이후 활동을 쉬어서 은퇴설이 흘러나왔다. 2006년 콜롬비아 뮤직 엔터테인먼트로 이적하여 동년 4월 방영을 시작한 WOWOW 애니메이션 《더 서드~푸른 눈동자의 소녀~》의 주제가를 맡아 잠깐이나마 솔로 활동을 재개하는 듯했으나, 다시 활동을 중단했다.

## 디스코그래피

### 앨범
- "give me a five"
- PURE (1999년 3월 17일 발매・파이오니어 LDC PICL-1182)

### 싱글
- 사랑은 C'est si bon (1997년 9월 10일 발매)
- Mr.Policeman/가장 좋은 시간 (1998년 1월 21일 발매)
- 잘있나요 (1998년 3월 11일 발매)
- PURE SNOW (1999년 1월 27일 발매)
- GRADUATION (1999년 3월 17일 발매)
- pray/꼬옥 계속... (1999년 11월 25일 발매)
- 모래 위의 꿈 (2006년 5월 24일 발매, 콜롬비아 뮤직 엔터테인먼트 COCC-15888)
- One Kiss (2006년 8월 23일 발매, 콜롬비아 뮤직 엔터테인먼트 COCC-15923)

### 음악 제휴
- 사랑은 C'est si bon
  - 테레비 도쿄 계열 《ASAYAN》: 엔딩 테마곡
  - 《넵튠의 올나잇 일본 SUPER!》: 제휴곡은 아니지만 엔딩 테마로 1회부터 최종회까지 사용.
- Mr.Policeman
  - TBS《아이돌왕》 엔딩 테마
- PURE SNOW
  - 테레비 도쿄 계열 애니메이션 《히미코전》 오프닝 테마
- pray
  - 테레비 도쿄 계열 애니메이션 《세라핌콜》 오프닝 테마
- 꼬옥 계속... (《pray》수록)
  - 니혼테레비 계열 《미야케 유우지의 워크 파라다이스》 오프닝 테마
- 모래 위의 꿈
  - WOWOW 애니메이션 《더 서드~푸른 눈동자의 소녀~》오프닝 테마
- One Kiss
  - 《원반황녀 왈큐레 시간과 꿈과 은하의 연회》오프닝 테마

## 관련 인물
- 오오하시 메구미 (싱글《모래 위의 꿈》 작곡, 이 곡이 주제가로 나오는 《더 서드~푸른 눈동자의 소녀~》의 극반(劇盤) 담당)
- 기네 나오토 (앨범 《PURE》 프로듀서 담당)

## 참고 문헌
- PURE PURE: 사사키 유코의 비공식 팬페이지.